# Pseudosieversia japonica
Pseudosieversia japonica är en skalbaggsart som först beskrevs av Nobuo Ohbayashi 1937.  Pseudosieversia japonica ingår i släktet Pseudosieversia och familjen långhorningar. Inga underarter finns listade i Catalogue of Life.